# Dream On
Dream On är en låt av Aerosmith, skriven av Steven Tyler. Tyler skrev låten år 1965 vid endast 17 års ålder. Låten släpptes som enda singel från debutalbumet Aerosmith (utgivet 1973) och nådde plats nummer 59 på Billboard Hot 100. Singeln släpptes igen 1976 och nådde då plats nummer 6 och rankas tillsammans med Walk This Way och Sweet Emotion som bandets genombrott. När musikskriften Rolling Stone skulle ranka de 500 bästa låtarna hamnade låten på plats 172.